# Enric Moliné i Coll
Enric Moliné i Coll (la Seu d'Urgell, 1933 - 19 de maig de 2021) va ser un prevere i historiador català.
Llicenciat en ciències químiques i en filosofia i lletres per la Universitat de Barcelona, és també doctor en teologia per la Universitat Pontifícia Lateranense. Ordenat sacerdot, va exercir el seu ministeri en diversos llocs, com Londres i Oxford entre d'altres. Darrerament exercí a Barcelona. Ha treballat sobre diversos aspectes històrics medievals i moderns del bisbat d'Urgell. Col·laborador habitual de la revista Urgellia, és autor Els set sagraments (1988) o Els últims dos-cents anys del monestir de Gerri (1988), entre altres obres. Va col·laborar en diverses obres col·lectives com el Diccionari d’història eclesiàstica de Catalunya (1998-2001) i l'Episcopologi de l’Església d'Urgell (Societat Cultural Urgel·litana, 2002). També va publicar diversos fulletons de divulgació sobre temes de teologia i d'Història de l'Església Catòlica.